# Fran Dorronsoro
Francisco Ramón Dorronsoro Sánchez (Santander, Cantabria, España, 22 de mayo de 1985), conocido como Fran Dorronsoro, es un futbolista español. Juega como guardameta y su club actual es el CD Numancia de Soria, de la Segunda División RFEF.

## Trayectoria
Inició su carrera deportiva en las categorías inferiores de la Gimnástica de Torrelavega y el Zaragoza, también en la S. D. Peña Revilla, desde donde pasó al Universidad-Real Zaragoza "C", club en el que debutó en categoría sénior en 2003. En 2009 fichó por el Alcoyano, procedente del Zaragoza "B".
El 12 de julio de 2012 se confirmó su fichaje por la Agrupación Deportiva Alcorcón, de 2.ª División. Tras finalizar contrato con el Alcorcón, en la temporada 2013-14 firmó con el Albacete Balompié, para intentar ayudar a este club a conseguir el ascenso a segunda división, objetivo que finalmente consiguió, tras vencer al Sestao River en la eliminatoria de campeones de grupo.
Después de una larga trayectoria esperando su oportunidad en el banquillo, el Albacete Balompié, por aquel entonces en Segunda B, le devolvió el protagonismo. En la temporada 2013-14 disputó 25 partidos, entre los que encajó 19 goles, logrando finalmente los manchegos el ascenso de categoría.
A su vuelta al fútbol profesional, el cántabro siguió siendo titular, jugando también 25 partidos a la siguiente campaña y encajando 33 tantos.
La temporada 2015-16, en la que el Albacete acabó descendiendo, solo apareció en tres partidos, en los que recibió cuatro tantos.
En la temporada 2016-17 firmó con el Lorca FC con el que lograría el ascenso a Segunda División, precisamente ante su exequipo, el Albacete Balompié, siendo titular durante toda la temporada.
En la temporada 2017-18, jugaría en la Liga 1|2|3, donde no conseguiría lograr la permanencia con el Lorca FC, durante una temporada llena de contratiempos en la dirección del club lorquino. Tras el descenso a Segunda División B, el guardameta de Torrelavega abandonaría el club.
En agosto de 2018, firmó con el Delhi Dynamos Football Club de la Superliga de India.
El 16 de junio de 2020 se hizo oficial su vuelta al fútbol español tras firmar por dos temporadas con el C. F. Badalona.
Tras un breve paso por la Sociedad Deportiva Tarazona durante la temporada 22/23, en la actualidad y desde la temporada 23/24 juega en el Club Deportivo Numancia de Soria.

## Clubes
| Club                                | País   | Año               |
| ----------------------------------- | ------ | ----------------- |
| C. D. Universidad-Real Zaragoza "C" | España | 2003 - 2005       |
| Real Zaragoza "B"                   | España | 2005 - 2009       |
| C. D. Alcoyano                      | España | 2009 - 2012       |
| A. D. Alcorcón                      | España | 2012 - 2013       |
| Albacete Balompié                   | España | 2013 - 2016       |
| Lorca                               | España | 2016 - 2018       |
| Odisha F. C.                        | India  | 2018 - 2020       |
| C.F. Badalona                       | España | 2020 - 2022       |
| Sociedad Deportiva Tarazona         | España | 2022 - 2023       |
| Club Deportivo Numancia de Soria    | España | 2023 - actualidad |